# Parsberg (Miesbach)

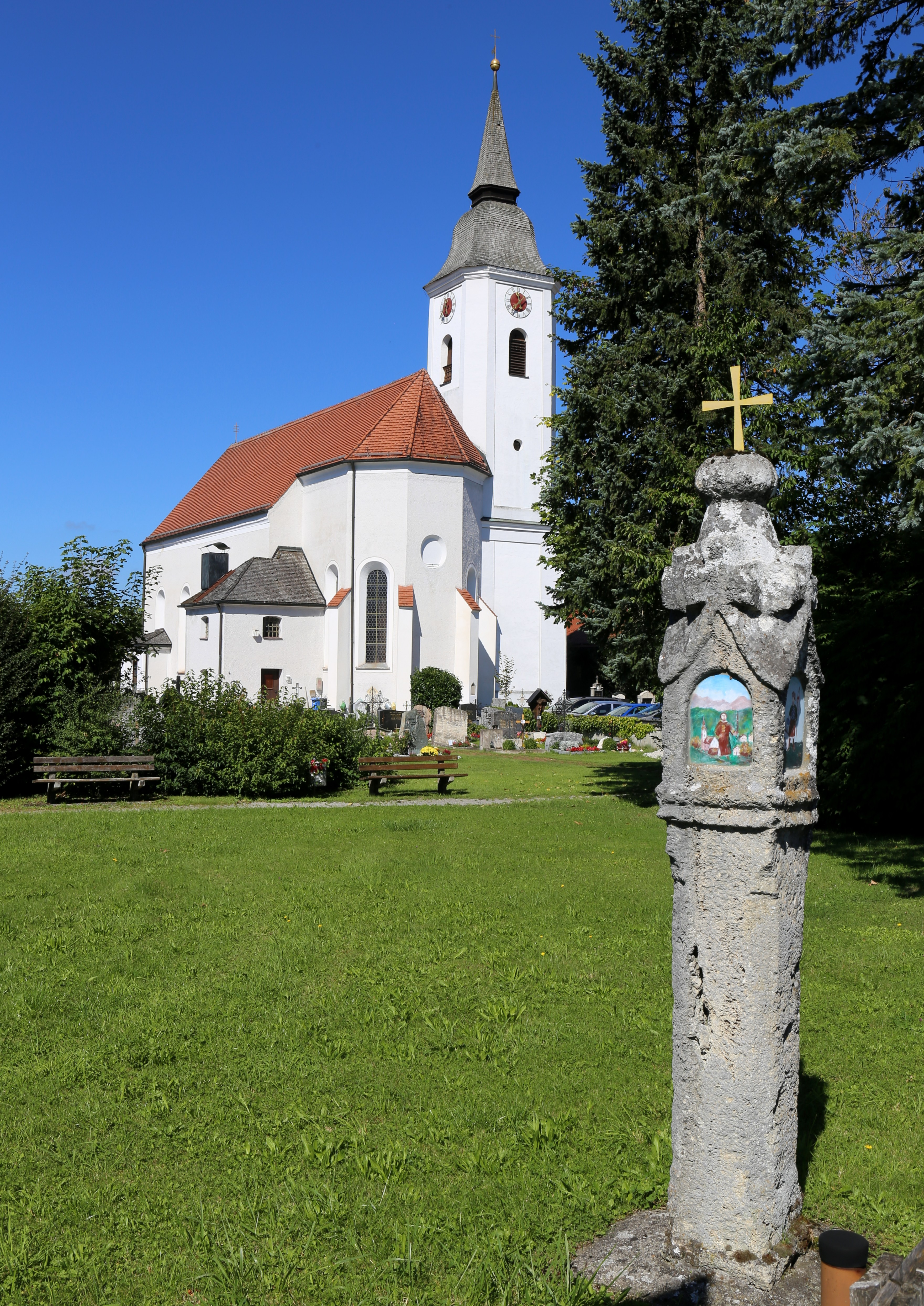
Bildstock an der Pfarrkirche St. Laurentius in Parsberg (Miesbach)

Das Pfarrdorf Parsberg ist ein Gemeindeteil der Kreisstadt Miesbach in Oberbayern und war bis 1978 eine selbständige Gemeinde des Landkreises Miesbach.

## Lage
Parsberg liegt auf einer Hochebene westlich oberhalb des Leitzachtales in geschützter Lage zwischen dem Stadlberg (südlich) und dem Vogelherd (nördlich). Das sogenannte Parsberger Tal, ein Trockental der Eiszeit, verbindet Parsberg mit Miesbach.

## Geschichte
Parsberg war vor der Jahrtausendwende eine der Urpfarreien des Bistums Freising. Die genaue Gründungszeit ist unbekannt. Etwa zur Jahrtausendwende entstand auf dem nördlich vorgelagerten Vogelherd die Burg Parsberg (oder Pastberg) als ein Sitz der Waldecker. Die erste urkundliche Erwähnung erfolgte 1078/80 anlässlich einer Grenzbegehung. Seit 1483 war Parsberg Teil der Herrschaft Waldeck, der späteren Grafschaft Hohenwaldeck. Nachdem Mitte des 16. Jahrhunderts Parsberg und das benachbarte Miesbach der Reformation anhingen, wurde im Zuge der von Bayern betriebenen Rekatholisierung 1584 der Pfarrsitz nach Miesbach verlegt. Erst 1905 entstand die Pfarrei neu. Zur ehemaligen Gemeinde gehörten neben dem Hauptort Parsberg noch die Gemeindeteile Au, Bergham, Frauenried, Großthal, Harzberg, Harztal, Hofwies, Hollerthal, Jägerbauer, Kalchöd, Kleinthal, Leitzach, Mühlau, Potzenberg, Schwaig, Seestaller, Stadlberg, Staudinger und Thalhamer. Die Landgemeinde war von jeher geschichtlich eng mit Miesbach verbunden und wurde schließlich am 1. Mai 1978 im Zuge der Gebietsreform in die Kreisstadt Miesbach eingegliedert. Kleinere Teile mit den Ortsteilen Frauenried, Hollerthal, Schwaig, Staudinger und Thalhamer wechselten in die Gemeinde Irschenberg.

## Ortsname
Der Der Anlaut Past im Namen Parsberg (auch pastberc, pastberg, Pastperch, Paschberg) findet sich häufig in Graf Hunds Edelgeschlecht der Waldecker. Oder es handelte sich um einen Berg zum Abpassen, eine Wart oder einen Lauerberg, da der Ort der Lage nach zur Überschau der Gegend gut geeignet ist.

## Sehenswürdigkeiten
- Pfarrkirche St. Laurentius (romanischer Kern, heutige Form von 1724), Ausstattungselemente von der Spätgotik bis zum Historismus mit Kunstwerken von Josef Franz Xaver Graß, Alois Dirnberger, Ludwig Glötzle und Johann Marggraff.
- Zehetmoarhof (ältester erhaltener Bauernhof im Ortskern, 1756)
- Vogelherd mit Vogelherddenkmal (um 1890)
- Pestsäule an der Pfarrkirche, ehemals zwischen Parsberg und Bergham